# نعل النبي محمد

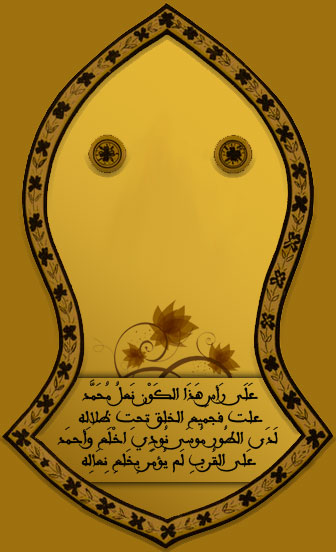
رسم يبيّن شكل نعل النبي محمد كما نقله المقري في كتابه فتح المتعال في مدح النعال

نعل النبي محمد، هو نعل نبي الإسلام محمد، حيث اهتم كثير من علماء المسلمين به وألفوا في موضوعه، واهتموا بالبحث الدقيق والدراسة العميقة عن صفتها ومثالها ولونها وجنسها وعددها وحاملها ومدحها والثناء عليها والتفنن في ذلك شعراً ونثراً. وقد ألف بعضهم رسائل خاصة في هذا الموضوع، ومنهم 
الشيخ أبو العباس أحمد المقري في كتابه فتح المتعال في مدح النعال، والشيخ أشرف علي التهانوي، من علماء الهند في رسالته «نيل الشفا بنعل المصطفى».

## وصفها
ذكر بعض الحُفّاظ بأن نعل النبي محمد كانت صفراء اللون، وفي روايات متعددة أنّها صُنعت من جلود البقر، وأنّها كانت مُخصرة (لها خصر أو التي قُطع خصراه)، مُعقبة (لها عقب تضم به الرجل)، مُلسنة (الذي فيه طول على هيئة اللسان)، لها قبالان (الزمام وهو السير الذي يعقد فيه الشسع الذي يكون بين إصبعي الرجل).

## تاريخها
كان للنبي محمد عدّة نعال تناقلها المسلمون عبر العصور، منها:
- النعل التي كانت عند عائشة بنت أبي بكر، ثم صارت إلى أختها أم كلثوم والتي تزوّجها عبد الله بن إبراهيم بن عبد الرحمن بن أبي ربيعة المخزومي بعد وفاة زوجها طلحة بن عبيد الله، فصارت عند عند حفيده إسماعيل المخرومي. ولم يُعرف ما صارت إليه هذه النعل.[3]
- قطعة كانت عند القاضي عبد الباسط بن خليل بن إبرهيم الدمشقي المتوفى في القاهرة سنة 854 هـ، قال المقري: «ولعلها كانت من التي بالأشرفية بالشام، وكان لهذا القاضي الجاخ العريض والتصرف في مملكة الإسلام بمصر والشام وما يليهما فلا يبعد أن يخصل له ذلكمنها أو من غيرها من النعال النبوية التي كانت يتوارثها من خصه الله بها والله أعلم».[3]
- النعل التي في دار الشرفاء الطاهريين الحسينيين الصقليين في فاس في المغرب، وكان السلطان آنذاك مولاي إسماعيل قد أخذ أحد الفردتين بالقوة منهم سنة 1114 هـ، فأدخلها في بيته بقصد التبرك وبنى قبّة بداره تُسمّى «قبّة النعال».[3]
- النعل التي كانت في دار الحديث الأشرفية في دمشق، وهي فردة واحدة (يُقال أنّها اليُسرى وأنّ اليُمنى كانت بالمدرسة الدماغية) كانت عند بني أبي الحديد يتوارثونها، ثم صارت للملك الأشرف موسى بن العادل الأيوبي، فجعلها في دار الحديث الأشرفية في دمشق، قال ابن كثير: «واشتهر في حدود سنة ستمائة وما بعدها عند رجل من التجار يقال له: ابن أبي الحديد، نعل مُفردة ذكر أنّها نعل النبي ﷺ فسامها الملك الأشرف موسى بن الملك العادل أبي بكر ابن أيّوب منه بمال جزيل فأبى أن يبيعها، فاتفق موته بعد حين، فصارت إلى الملك الأشرف المذكور، فأخذها إليه وعظّمها، ثم لما بنى دار الحديث الأشرفية إلى جانب القلعة، جعلها في خزانة منها، وجعل لها خادمًا، وقرر له من المعلوم كل شهر أربعون درهمًا، وهي موجودة إلى الآن في الدار المذكورة». وذكر المقري أن هذه النعل كانت عند زوجة النبي محمد ميمونة بنت الحارث، فتوارثها ورثتها إلى أن وصلت إلى بني أبي الحديد. وكانت أول ما وصلت إليهم من جدهم الصحابي سليمان السلمى المعروف بأبي الحديد، فتوارثها بنوه إلى أن وصلت إلى آخرهم أحمد بن عثمان المتوفى سنة 625 هـ ثم صارت للملك الأشرف موسى. وقال المقري في مصيرها أنّها ذهبت في فتنة تيمورلنك حين هاجم دمشق وأحرقها سنة 803 هـ.[3] وقد قال بعضهم في هذه النعل: